# 慶應義塾外国語学校
慶應義塾外国語学校（けいおうぎじゅくがいこくごがっこう）は、かつて東京都港区三田二丁目に存在した私立外国語学校（東京都認可の各種学校）。略称「慶應外語」。

## 概要
1942年に慶應義塾大学の語学研究所の付属として設立され、当時の東京府により各種学校令の認可を受けた。かつては旧制中学4年修了者が入学条件で、旧制中学が一般的でなかった女子に関しては「女子語学研究所練習生」クラスから受け入れた。戦後は各種学校規程による各種学校として存続したが、
2013年8月7日に廃止された。
英語・英会話・ビジネス イングリッシュ・TOEIC・TOEFL・ドイツ語・フランス語・スペイン語・中国語・ベトナム語・タイ語・ロシア語・イタリア語・インドネシア語・アラビア語・朝鮮語（韓国語・ハングル）など多くの講座を開講していた。
同校の教育機能は、慶應義塾大学外国語教育研究センターが提供する公開講座「慶應外語」に継承されている。

## 沿革
- 1942年（昭和17年） - 慶應義塾外国語学校設立
  - 英語科、ドイツ語科、フランス語科、スペイン語科、中国語科、ロシア語科、アラビア語科、イタリア語科、タイ語科、イラン語科、トルコ語科、安南語科、ラテン語科、巴利語科、日本語科、梵語科、マレー語科、オランダ語科、蒙古語科、ヒンドスタニー語科、ギリシャ語科開講
- 1943年（昭和18年） - ジャバ語科、ビルマ語科、マジール語科、チベット語科、タミール語科開講
- 1944年（昭和19年） - タミール語、タイ語科、イラン語科、トルコ語科、安南語科、ラテン語科、巴利語科、日本語科、マジール語科閉講
- 1945年（昭和20年） - 三田キャンパス戦災をこうむる
  - アラビア語科、イタリア語科、梵語科、ジャバ語科、マレー語科、オランダ語科、蒙古語科、ヒンドスタニー語科、ビルマ語科閉講
- 1946年（昭和21年） - ヘブライ語科開講
- 1950年（昭和25年） - 商業英語科開講、ギリシャ語科閉講
- 1951年（昭和26年） - インドネシア語科開講、チベット語科閉講
- 1954年（昭和29年） - ヘブライ語科閉講
- 1960年（昭和35年） - 英会話科開講
- 1965年（昭和40年） - アラビア語科再開講
- 1968年（昭和43年） - イタリア語科再開講
- 1970年（昭和45年） - ベトナム語科開講
- 1973年（昭和48年） - 朝鮮語科開講
- 1982年（昭和57年） - ベトナム語科閉講
- 1983年（昭和58年） - 創立40周年記念誌 Keio Foreign Language School 1942-1982 を刊行
- 1989年（平成元年） - タイ語科、ベトナム語科再開講
- 1992年（平成4年） - 創立50周年記念講演会開催
- 1997年（平成9年） - 商業英語科をビジネス・イングリッシュに改定
- 2002年（平成14年） - 三田特別講座開講
- 2004年（平成16年） - 日吉特別講座開講（英語、ドイツ語、フランス語、中国語、ロシア語）
- 2007年（平成19年） - 日吉特別講座　中国語、ロシア語　休講
- 2011年（平成23年） - 三田新制度講座開講
- 2013年（平成25年）8月7日 - 慶應義塾外国語学校廃止 （慶應義塾大学外国語教育センターの公開講座に引き継がれた）

## 開講講座
慶應義塾外国語学校を引き継いだ慶應義塾大学外国語教育センターの公開講座
- 英語、英会話、ビジネス・イングリッシュ
- ドイツ語
- フランス語
- スペイン語
- 中国語
- ロシア語
- イタリア語
- インドネシア語
- アラビア語
- 朝鮮語
- ヴェトナム語
- タイ語
- ポルトガル語

## 歴代校長
- 初代 西脇順三郎
- 2代 松本信広
- 3代 岩崎良三
- 4代 佐藤朔
- 5代 荒木良治
- 6代 小川種次郎
- 7代 志道保夫
- 8代 朝吹三吉
- 9代 尾崎盛景
- 10代 山﨑努
- 11代 荒井秀直
- 12代 大柳英二
- 13代 小田卓爾
- 14代 島田勝
- 15代 井上輝夫
- 16代 田村次朗
- 17代 西尾修
- 18代 久我俊二

## 著名な出身者
- 金田一真澄
- 門脇源太郎